# Villa Madero (Michoacán)
Villa Madero es una población del estado mexicano de Michoacán, cabecera del municipio de Madero.

## Toponimia
El nombre de Villa Madero recuerda a Francisco Ignacio Madero, presidente de México entre 1911 y 1913.

## Historia
Madero se fundó en 1868 con el nombre de Cruz de Caminos. Fue el punto de intersección de los caminos que conducen a Acuitzio, Etúcuaro, Curuchancio y Tacámbaro, por lo que se le conoció como Cruz de Caminos. Durante la revolución, sus habitantes tuvieron una participación importante y tal vez por esto, el general Gertrudis G.Sánchez, elevó al poblado a categoría de «Villa» y le otorgó el nombre de Madero. El 27 de julio de 1914 fue ratificado solemnemente el acuerdo de erección a municipio con el nombre de Madero, siendo la localidad su cabecera. 

## Localización
La localidad de Villa Madero está ubicada a 51 km de distancia de la capital del estado, en las coordenadas geográficas 19°23′32″N 101°16′39″O / 19.39222, -101.27750, a una altitud de 2181 m s. n. m. Cuenta con un clima de bosque.

## Demografía
La población total de Villa Madero es de 7633 habitantes, lo que representa un crecimiento promedio de 1.5% anual en el período 2010-2020 sobre la base de los 6607 habitantes registrados en el censo anterior. Al año 2020 la densidad de población era de 4567 hab/km².
| Gráfica de evolución demográfica de Villa Madero entre 2000 y 2020 |
|                                                                    |
| Fuente: Instituto Nacional de Estadística Geografía e Informática  |

En el año 2010 estaba clasificada como una localidad de grado alto de vulnerabilidad social. Según los resultados del estudio de rezago social, más de 2500 personas mayores de 15 años no habían completado su educación básica y más de 3400 no tenían derecho a servicios de salud.
La población de Villa Madero está mayoritariamente alfabetizada (6.04 % de personas mayores de 15 años analfabetas al año 2020), con un grado de escolarización en torno de los 7.5 años.